# Jacques D'Hondt
Pour les articles homonymes, voir D'Hondt.
Jacques D'Hondt est un philosophe et résistant français, né à Saint-Symphorien (aujourd'hui quartier de Tours) le 17 avril 1920 et mort le 10 février 2012 à Paris 8e,.

## Aperçu biographique
Jeune professeur à Chinon, sympathisant communiste durant la seconde guerre mondiale, Jacques D'Hondt fut membre du mouvement résistant Combat. 
Ancien élève de Jean Hyppolite et de Paul Ricœur, professeur émérite de philosophie à l'Université de Poitiers, Jacques D'Hondt a fondé dans cette même ville, en 1970, le Centre de Recherche et de Documentation sur Hegel et Marx (CRDHM), qu'il a dirigé jusqu'en 1975. Membre du comité de direction de la Hegel-Vereinigung, il a présidé la Société française de philosophie de 1981 à 1991, et l'Association des sociétés de philosophie de langue française (ASPLF) de 1988 à 1996.
C'est par ses travaux sur Hegel (Hegel philosophe de l'histoire vivante, en 1966, Hegel secret. Recherches sur les sources cachées de la pensée de Hegel, et Hegel en son temps parus tous deux en 1968) que Jacques D'Hondt a acquis une renommée internationale en restituant au philosophe allemand un visage historique lui rendant justice, tout en éclairant les procédés qui ont généré les « légendes noires » qui ont couru à son encontre. Ces recherches extrêmement rigoureuses ont culminé avec la biographie sobrement intitulée Hegel. Biographie, parue en 1998.
Mais l'enseignement, les travaux, et les publications de Jacques D'Hondt ne se sont pas seulement consacrées à une « réhabilitation » du Hegel vivant en son temps : participant à la reconnaissance philosophique de Diderot et des penseurs matérialistes des Lumières, Jacques D'Hondt est également un éminent lecteur de Marx (antagoniste résolu des positions philosophiques d'Althusser) et un interprète des rapports de Marx à Hegel (le recueil De Hegel à Marx, publié en 1972, ne réunit qu'une petite partie de ses contributions sur la question). Philosophe saisi par et dans une histoire continuée, c'est encore un critique de ses contemporains dans L'Idéologie de la rupture (1978) et dans nombre de ses publications aujourd'hui encore dispersées.

## Œuvres
- L'idéologie de la rupture (Philosophie d'aujourd'hui), Paris, PUF, 1978
- La Révolution française entre Lumières et Romantisme, Jacques d’Hondt, Simone Goyard-Fabre, Centre de philosophie politique et juridique de l’Université de Caen, 1989.

### Ouvrages sur Hegel
- Hegel, philosophe de l'histoire vivante, Paris, PUF, collection Epiméthée, 1966.
- Hegel secret : recherches sur les sources cachées de la pensée de Hegel, Paris, PUF, collection Epiméthée, 1968.
- Hegel en son temps, Paris, Éditions Sociales, 1968 ; ré-édité Éditions Delga, 2011.
- Hegel et la pensée moderne : séminaire sur Hegel dirigé par Jean Hyppolite au Collège de France (1967-1968); (textes publiés sous la direction de Jacques d'Hondt), Paris, PUF, collection Epiméthée, 1970.
- De Hegel à Marx, PUF, collection « Bibliothèque de Philosophie contemporaine », 1972.
- Hegel et l'hégélianisme, Paris, PUF, coll. « Que sais-je ? », 1982.
- Hegel : le philosophe du débat et du combat, Paris, Libraire générale française, collection « Le livre de poche. Textes et débats », 1984.
- Hegel : Biographie, Paris, Calmann-Lévy, collection « La vie des philosophes », 1998.